# 6 uur van Bahrein 2017
De 6 uur van Bahrein 2017 was de negende en laatste race van het FIA World Endurance Championship-seizoen 2017. De race werd verreden op 18 november 2017 op het Bahrain International Circuit nabij Sakhir, Bahrein.
De race werd gewonnen door de Toyota Gazoo Racing #8 van Sébastien Buemi, Anthony Davidson en Kazuki Nakajima. De LMP2-klasse werd gewonnen door de Vaillante Rebellion #31 van Julien Canal, Nicolas Prost en Bruno Senna. De LMGTE Pro-klasse werd gewonnen door de AF Corse #71 van Sam Bird en Davide Rigon. De LMGTE Am-klasse werd gewonnen door de Aston Martin Racing #98 van Paul Dalla Lana, Pedro Lamy en Mathias Lauda.

## Kwalificatie
Tijden vetgedrukt betekent de snelste tijd in die klasse.
| Pos. | Klasse    | No. | Team                      | Tijd      | Grid |
| ---- | --------- | --- | ------------------------- | --------- | ---- |
| 1    | LMP1      | 1   | Porsche LMP Team          | 1:39.383  | 1    |
| 2    | LMP1      | 7   | Toyota Gazoo Racing       | 1:39.646  | 2    |
| 3    | LMP1      | 2   | Porsche LMP Team          | 1:40.011  | 3    |
| 4    | LMP1      | 8   | Toyota Gazoo Racing       | 1:40.774  | 4    |
| 5    | LMP2      | 36  | Signatech Alpine Matmut   | 1:47.227  | 5    |
| 6    | LMP2      | 38  | Jackie Chan DC Racing     | 1:47.612  | 6    |
| 7    | LMP2      | 31  | Vaillante Rebellion       | 1:47.721  | 7    |
| 8    | LMP2      | 26  | G-Drive Racing            | 1:47.989  | 8    |
| 9    | LMP2      | 25  | CEFC Manor TRS Racing     | 1:48.176  | 9    |
| 10   | LMP2      | 24  | CEFC Manor TRS Racing     | 1:48.374  | 10   |
| 11   | LMP2      | 28  | TDS Racing                | 1:48.386  | 11   |
| 12   | LMP2      | 13  | Vaillante Rebellion       | 1:48.387  | 12   |
| 13   | LMP2      | 37  | Jackie Chan DC Racing     | 1:49.102  | 13   |
| 14   | LMGTE Pro | 71  | AF Corse                  | 1:56.033  | 14   |
| 15   | LMGTE Pro | 97  | Aston Martin Racing       | 1:56.372  | 15   |
| 16   | LMGTE Pro | 67  | Ford Chip Ganassi Team UK | 1:56.463  | 16   |
| 17   | LMGTE Pro | 51  | AF Corse                  | 1:56.881  | 17   |
| 18   | LMGTE Pro | 95  | Aston Martin Racing       | 1:57.019  | 18   |
| 19   | LMGTE Pro | 91  | Porsche GT Team           | 1:57.516  | 19   |
| 20   | LMGTE Pro | 92  | Porsche GT Team           | 1:57.522  | 20   |
| 21   | LMGTE Am  | 98  | Aston Martin Racing       | 2:00.111  | 21   |
| 22   | LMGTE Am  | 61  | Clearwater Racing         | 2:00.285  | 22   |
| 23   | LMGTE Am  | 77  | Dempsey-Proton Racing     | 2:00.395  | 23   |
| 24   | LMGTE Am  | 54  | Spirit of Race            | 2:01.352  | 24   |
| 25   | LMGTE Pro | 66  | Ford Chip Ganassi Team UK | 1:57.588  | 25   |
| 26   | LMGTE Am  | 86  | Gulf Racing UK            | Geen tijd | Pit  |

## Uitslag
Winnaars in hun klasse zijn vetgedrukt; LMP1 is rood, LMP2 is blauw, LMGTE Pro is groen en LMGTE Am is oranje.
| Pos. | Klasse    | No. | Team                      | Coureurs                                                 | Chassis                       | Banden | Ronden | Tijd/Reden  |
| Pos. | Klasse    | No. | Team                      | Coureurs                                                 | Motor                         | Banden | Ronden | Tijd/Reden  |
| ---- | --------- | --- | ------------------------- | -------------------------------------------------------- | ----------------------------- | ------ | ------ | ----------- |
| 1    | LMP1      | 8   | Toyota Gazoo Racing       | Sébastien Buemi Anthony Davidson Kazuki Nakajima         | Toyota TS050 Hybrid           | M      | 199    | 6:01:26.294 |
| 1    | LMP1      | 8   | Toyota Gazoo Racing       | Sébastien Buemi Anthony Davidson Kazuki Nakajima         | Toyota 2.4 L Turbo V6         | M      | 199    | 6:01:26.294 |
| 2    | LMP1      | 2   | Porsche LMP Team          | Earl Bamber Timo Bernhard Brendon Hartley                | Porsche 919 Hybrid            | M      | 198    | +1 ronde    |
| 2    | LMP1      | 2   | Porsche LMP Team          | Earl Bamber Timo Bernhard Brendon Hartley                | Porsche 2.0 L Turbo V4        | M      | 198    | +1 ronde    |
| 3    | LMP1      | 1   | Porsche LMP Team          | Neel Jani André Lotterer Nick Tandy                      | Porsche 919 Hybrid            | M      | 198    | +1 ronde    |
| 3    | LMP1      | 1   | Porsche LMP Team          | Neel Jani André Lotterer Nick Tandy                      | Porsche 2.0 L Turbo V4        | M      | 198    | +1 ronde    |
| 4    | LMP1      | 7   | Toyota Gazoo Racing       | Mike Conway Kamui Kobayashi José María López             | Toyota TS050 Hybrid           | M      | 196    | +3 ronden   |
| 4    | LMP1      | 7   | Toyota Gazoo Racing       | Mike Conway Kamui Kobayashi José María López             | Toyota 2.4 L Turbo V6         | M      | 196    | +3 ronden   |
| 5    | LMP2      | 31  | Vaillante Rebellion       | Julien Canal Nicolas Prost Bruno Senna                   | Oreca 07                      | D      | 186    | +13 ronden  |
| 5    | LMP2      | 31  | Vaillante Rebellion       | Julien Canal Nicolas Prost Bruno Senna                   | Gibson GK428 4.2 L V8         | D      | 186    | +13 ronden  |
| 6    | LMP2      | 38  | Jackie Chan DC Racing     | Oliver Jarvis Thomas Laurent Ho-Pin Tung                 | Oreca 07                      | D      | 186    | +13 ronden  |
| 6    | LMP2      | 38  | Jackie Chan DC Racing     | Oliver Jarvis Thomas Laurent Ho-Pin Tung                 | Gibson GK428 4.2 L V8         | D      | 186    | +13 ronden  |
| 7    | LMP2      | 13  | Vaillante Rebellion       | Mathias Beche David Heinemeier Hansson Nelson Piquet jr. | Oreca 07                      | D      | 185    | +14 ronden  |
| 7    | LMP2      | 13  | Vaillante Rebellion       | Mathias Beche David Heinemeier Hansson Nelson Piquet jr. | Gibson GK428 4.2 L V8         | D      | 185    | +14 ronden  |
| 8    | LMP2      | 36  | Signatech Alpine Matmut   | Nicolas Lapierre Gustavo Menezes André Negrão            | Alpine A470                   | D      | 185    | +14 ronden  |
| 8    | LMP2      | 36  | Signatech Alpine Matmut   | Nicolas Lapierre Gustavo Menezes André Negrão            | Gibson GK428 4.2 L V8         | D      | 185    | +14 ronden  |
| 9    | LMP2      | 25  | CEFC Manor TRS Racing     | Roberto González Vitali Petrov Simon Trummer             | Oreca 07                      | D      | 185    | +14 ronden  |
| 9    | LMP2      | 25  | CEFC Manor TRS Racing     | Roberto González Vitali Petrov Simon Trummer             | Gibson GK428 4.2 L V8         | D      | 185    | +14 ronden  |
| 10   | LMP2      | 24  | CEFC Manor TRS Racing     | Ben Hanley Matt Rao Jean-Éric Vergne                     | Oreca 07                      | D      | 185    | +14 ronden  |
| 10   | LMP2      | 24  | CEFC Manor TRS Racing     | Ben Hanley Matt Rao Jean-Éric Vergne                     | Gibson GK428 4.2 L V8         | D      | 185    | +14 ronden  |
| 11   | LMP2      | 26  | G-Drive Racing            | Loïc Duval Roman Roesinov Léo Roussel                    | Oreca 07                      | D      | 184    | +15 ronden  |
| 11   | LMP2      | 26  | G-Drive Racing            | Loïc Duval Roman Roesinov Léo Roussel                    | Gibson GK428 4.2 L V8         | D      | 184    | +15 ronden  |
| 12   | LMP2      | 37  | Jackie Chan DC Racing     | Alex Brundle David Cheng Tristan Gommendy                | Oreca 07                      | D      | 183    | +16 ronden  |
| 12   | LMP2      | 37  | Jackie Chan DC Racing     | Alex Brundle David Cheng Tristan Gommendy                | Gibson GK428 4.2 L V8         | D      | 183    | +16 ronden  |
| 13   | LMP2      | 28  | TDS Racing                | Emmanuel Collard François Perrodo Matthieu Vaxivière     | Oreca 07                      | D      | 182    | +17 ronden  |
| 13   | LMP2      | 28  | TDS Racing                | Emmanuel Collard François Perrodo Matthieu Vaxivière     | Gibson GK428 4.2 L V8         | D      | 182    | +17 ronden  |
| 14   | LMGTE Pro | 71  | AF Corse                  | Sam Bird Davide Rigon                                    | Ferrari 488 GTE               | M      | 175    | +24 ronden  |
| 14   | LMGTE Pro | 71  | AF Corse                  | Sam Bird Davide Rigon                                    | Ferrari F154CB 3.9 L Turbo V8 | M      | 175    | +24 ronden  |
| 15   | LMGTE Pro | 51  | AF Corse                  | James Calado Alessandro Pier Guidi                       | Ferrari 488 GTE               | M      | 175    | +24 ronden  |
| 15   | LMGTE Pro | 51  | AF Corse                  | James Calado Alessandro Pier Guidi                       | Ferrari F154CB 4.0 L Turbo V8 | M      | 175    | +24 ronden  |
| 16   | LMGTE Pro | 67  | Ford Chip Ganassi Team UK | Andy Priaulx Harry Tincknell                             | Ford GT                       | M      | 174    | +25 ronden  |
| 16   | LMGTE Pro | 67  | Ford Chip Ganassi Team UK | Andy Priaulx Harry Tincknell                             | Ford EcoBoost 3.5 L Turbo V6  | M      | 174    | +25 ronden  |
| 17   | LMGTE Pro | 91  | Porsche GT Team           | Richard Lietz Frédéric Makowiecki                        | Porsche 911 RSR               | M      | 174    | +25 ronden  |
| 17   | LMGTE Pro | 91  | Porsche GT Team           | Richard Lietz Frédéric Makowiecki                        | Porsche 4.0 L Flat-6          | M      | 174    | +25 ronden  |
| 18   | LMGTE Pro | 66  | Ford Chip Ganassi Team UK | Stefan Mücke Olivier Pla                                 | Ford GT                       | M      | 174    | +25 ronden  |
| 18   | LMGTE Pro | 66  | Ford Chip Ganassi Team UK | Stefan Mücke Olivier Pla                                 | Ford EcoBoost 3.5 L Turbo V6  | M      | 174    | +25 ronden  |
| 19   | LMGTE Pro | 97  | Aston Martin Racing       | Jonathan Adam Darren Turner                              | Aston Martin Vantage GTE      | D      | 174    | +25 ronden  |
| 19   | LMGTE Pro | 97  | Aston Martin Racing       | Jonathan Adam Darren Turner                              | Aston Martin 4.5 L Turbo V8   | D      | 174    | +25 ronden  |
| 20   | LMGTE Pro | 95  | Aston Martin Racing       | Marco Sørensen Nicki Thiim                               | Aston Martin Vantage GTE      | D      | 173    | +26 ronden  |
| 20   | LMGTE Pro | 95  | Aston Martin Racing       | Marco Sørensen Nicki Thiim                               | Aston Martin 4.5 L Turbo V8   | D      | 173    | +26 ronden  |
| 21   | LMGTE Am  | 98  | Aston Martin Racing       | Paul Dalla Lana Pedro Lamy Mathias Lauda                 | Aston Martin Vantage GTE      | D      | 170    | +29 ronden  |
| 21   | LMGTE Am  | 98  | Aston Martin Racing       | Paul Dalla Lana Pedro Lamy Mathias Lauda                 | Aston Martin 4.5 L V8         | D      | 170    | +29 ronden  |
| 22   | LMGTE Am  | 61  | Clearwater Racing         | Matt Griffin Weng Sun Mok Keita Sawa                     | Ferrari 488 GTE               | M      | 170    | +29 ronden  |
| 22   | LMGTE Am  | 61  | Clearwater Racing         | Matt Griffin Weng Sun Mok Keita Sawa                     | Ferrari F154CB 3.9 L Turbo V8 | M      | 170    | +29 ronden  |
| 23   | LMGTE Am  | 54  | Spirit of Race            | Francesco Castellacci Thomas Flohr Miguel Molina         | Ferrari 488 GTE               | M      | 169    | +30 ronden  |
| 23   | LMGTE Am  | 54  | Spirit of Race            | Francesco Castellacci Thomas Flohr Miguel Molina         | Ferrari F154CB 3.9 L Turbo V8 | M      | 169    | +30 ronden  |
| 24   | LMGTE Am  | 77  | Dempsey-Proton Racing     | Matteo Cairoli Marvin Dienst Christian Ried              | Porsche 911 RSR               | D      | 169    | +30 ronden  |
| 24   | LMGTE Am  | 77  | Dempsey-Proton Racing     | Matteo Cairoli Marvin Dienst Christian Ried              | Porsche 4.0 L Flat-6          | D      | 169    | +30 ronden  |
| 25   | LMGTE Am  | 86  | Gulf Racing               | Ben Barker Nick Foster Michael Wainwright                | Porsche 911 RSR               | D      | 163    | +36 ronden  |
| 25   | LMGTE Am  | 86  | Gulf Racing               | Ben Barker Nick Foster Michael Wainwright                | Porsche 4.0 L Flat-6          | D      | 163    | +36 ronden  |
| DNF  | LMGTE Pro | 92  | Porsche GT Team           | Michael Christensen Kévin Estre                          | Porsche 911 RSR               | M      | 84     | Uitgevallen |
| DNF  | LMGTE Pro | 92  | Porsche GT Team           | Michael Christensen Kévin Estre                          | Porsche 4.0 L Flat-6          | M      | 84     | Uitgevallen |

## Eindstanden na wedstrijd
LMP (coureurs)
| Pos | Coureur                                   | Punten |
| --- | ----------------------------------------- | ------ |
| 1   | Earl Bamber Timo Bernhard Brendon Hartley | 208    |
| 2   | Sébastien Buemi Kazuki Nakajima           | 183    |
| 3   | Anthony Davidson                          | 168    |
| 4   | Neel Jani André Lotterer Nick Tandy       | 129    |
| 5   | Mike Conway Kamui Kobayashi               | 103,5  |

LMP1 (constructeurs)
| Pos | Team    | Punten |
| --- | ------- | ------ |
| 1   | Porsche | 337    |
| 2   | Toyota  | 286,5  |

GTE (coureurs)
| Pos | Coureur                            | Punten |
| --- | ---------------------------------- | ------ |
| 1   | James Calado Alessandro Pier Guidi | 153    |
| 2   | Richard Lietz Frédéric Makowiecki  | 145    |
| 3   | Andy Priaulx Harry Tincknell       | 142,5  |
| 4   | Davide Rigon                       | 139,5  |
| 5   | Sam Bird                           | 139    |

GTE (constructeurs)
| Pos | Constructeur | Punten |
| --- | ------------ | ------ |
| 1   | Ferrari      | 305    |
| 2   | Ford         | 237,5  |
| 3   | Porsche      | 223,5  |
| 4   | Aston Martin | 207    |

GT Pro (teams)
| Pos | Nr | Team                      | Punten |
| --- | -- | ------------------------- | ------ |
| 1   | 51 | AF Corse                  | 164    |
| 2   | 67 | Ford Chip Ganassi Team UK | 146    |
| 3   | 91 | Porsche GT Team           | 145    |
| 4   | 71 | AF Corse                  | 143    |
| 5   | 95 | Aston Martin Racing       | 104    |

LMP2 (coureurs)
| Pos | Coureur                                  | Punten |
| --- | ---------------------------------------- | ------ |
| 1   | Julien Canal Bruno Senna                 | 186    |
| 2   | Oliver Jarvis Thomas Laurent Ho-Pin Tung | 175    |
| 3   | Nicolas Prost                            | 168    |
| 4   | Gustavo Menezes                          | 151    |
| 5   | André Negrão                             | 132    |

LMP2 (teams)
| Pos | Nr | Team                    | Punten |
| --- | -- | ----------------------- | ------ |
| 1   | 31 | Vaillante Rebellion     | 186    |
| 2   | 38 | Jackie Chan DC Racing   | 175    |
| 3   | 36 | Signatech Alpine Matmut | 151    |
| 4   | 13 | Vaillante Rebellion     | 85     |
| 5   | 24 | CEFC Manor TRS Racing   | 83     |

GTE Am (coureurs)
| Pos | Coureur                                     | Punten |
| --- | ------------------------------------------- | ------ |
| 1   | Paul Dalla Lana Pedro Lamy Mathias Lauda    | 192    |
| 2   | Matteo Cairoli Marvin Dienst Christian Ried | 168    |
| 3   | Matt Griffin Weng Sun Mok Keita Sawa        | 165    |
| 4   | Francesco Castellacci Thomas Flohr          | 109    |
| 5   | Miguel Molina                               | 97     |

GTE Am (teams)
| Pos | Nr | Team                  | Punten |
| --- | -- | --------------------- | ------ |
| 1   | 98 | Aston Martin Racing   | 198    |
| 2   | 61 | Clearwater Racing     | 179    |
| 3   | 77 | Dempsey-Proton Racing | 174    |
| 4   | 54 | Spirit of Race        | 117    |
| 5   | 86 | Gulf Racing           | 101    |